# 偽善
偽善也稱，偽君子，指的是批评另一个人的某一行为或活动，但自身从事相同行为活动的做法；或者是声称自己有某一道德标准或信仰，而自己的行为与之不符的做法。在道德心理学中，伪善指未能遵循自己所表达的道德规则和原则。

## 相關
- 君子
- 荀子嘗言：「善者，偽也」
- 謊言
- 伪信者
- 武俠小說《笑傲江湖》中的岳不群